# مکان قرار ملاقات
مکان قرار ملاقات (ایتالیایی: Casa d'appuntamento) یک فیلم جالوی ایتالیایی به کارگردانی «فردیناندو مریگی» است که در سال ۱۹۷۲ منتشر شد.

## بازیگران
- ایولینه کرافت
- آنیتا اکبرگ
- روزالبا نری
- هوارد ورنون
- پیتر مارتل
- باربارا بوشه
- آدا پومتی
- رابرت ساچی
- گوردون میچل (حضور افتخاری)